# Lista filmów Pixara
Pełna lista filmów Pixara, amerykańskiej wytwórni komputerowych filmów animowanych. Do 2025 roku Pixar wyprodukował 29 filmów pełnometrażowych, dystrybuowanych przez Walt Disney Studios Motion Pictures. Pierwszym filmem studia jest Toy Story (1995), a najnowszym Elio (2025).

## Filmy
| #                   | Tytuł                                                | Data premiery                                                     | Reżyseria                    | Scenariusz                                                                 | Pomysłodawca fabuły                                                                                   | Producent                                  | Muzyka                                  |
| Wyprodukowane filmy | Wyprodukowane filmy                                  | Wyprodukowane filmy                                               | Wyprodukowane filmy          | Wyprodukowane filmy                                                        | Wyprodukowane filmy                                                                                   | Wyprodukowane filmy                        | Wyprodukowane filmy                     |
| ------------------- | ---------------------------------------------------- | ----------------------------------------------------------------- | ---------------------------- | -------------------------------------------------------------------------- | --- | ------------------------------------------ | --------------------------------------- |
| 1                   | Toy Story                                            | 22 listopada 1995 (Stany Zjednoczone) 5 kwietnia 1996 (Polska)    | John Lasseter                | Joel Cohen, Alec Sokolow, Andrew Stanton, Joss Whedon                      | Pete Docter, Lasseter, Joe Ranft, Stanton                                                             | Bonnie Arnold, Ralph Guggenheim            | Randy Newman                            |
| 2                   | Dawno temu w trawie                                  | 25 listopada 1998 (Stany Zjednoczone) 29 stycznia 1999 (Polska)   | John Lasseter                | Donald McEnery, Bob Shaw, Andrew Stanton                                   | Lasseter, Joe Ranft, Stanton                                                                          | Darla K. Anderson, Kevin Reher             | Randy Newman                            |
| 3                   | Toy Story 2                                          | 24 listopada 1999 (Stany Zjednoczone) 28 stycznia 2000 (Polska)   | John Lasseter                | Doug Chamberlin, Rita Hsiao, Andrew Stanton, Chris Webb                    | Ash Brannon, Pete Docter, Lasseter, Stanton                                                           | Karen Robert Jackson, Helene Plotkin       | Randy Newman                            |
| 3                   | Buzz Lightyear of Star Command: The Adventure Begins | 8 sierpnia 2000 (Stany Zjednoczone)                               | Tad Stones                   | Mark McCorkle, Robert Schooley, Bill Motz, Bob Roth                        | | Mark McCorkle, Robert Schooley, Tad Stones |                                         |
| 4                   | Potwory i spółka                                     | 2 listopada 2001 (Stany Zjednoczone) 1 lutego 2002 (Polska)       | Pete Docter                  | Dan Gerson, Andrew Stanton                                                 | Jill Culton, Docter, Ralph Eggleston, Jeff Pidgeon                                                    | Darla K. Anderson                          | Randy Newman                            |
| 5                   | Gdzie jest Nemo?                                     | 30 maja 2003 (Stany Zjednoczone) 21 listopada 2003 (Polska)       | Andrew Stanton               | Bob Peterson, David Reynolds, Stanton                                      | Stanton                                                                                               | Graham Walters                             | Thomas Newman                           |
| 6                   | Iniemamocni                                          | 5 listopada 2004 (Stany Zjednoczone) 19 listopada 2004 (Polska)   | Brad Bird                    | Brad Bird                                                                  | Brad Bird                                                                                             | John Walker                                | Michael Giacchino                       |
| 7                   | Auta                                                 | 9 czerwca 2006 (Stany Zjednoczone) 23 czerwca 2006 (Polska)       | John Lasseter                | Dan Fogelman, Jorgen Klubien, Lasseter, Phil Lorin, Kiel Murray, Joe Ranft | Lasseter, Klubien, Ranft                                                                              | Darla K. Anderson                          | Randy Newman                            |
| 8                   | Ratatuj                                              | 29 czerwca 2007 (Stany Zjednoczone) 19 października 2007 (Polska) | Brad Bird                    | Brad Bird                                                                  | Bird, Jim Capobianco, Jan Pinkava                                                                     | Brad Lewis                                 | Michael Giacchino                       |
| 9                   | WALL·E                                               | 27 czerwca 2008 (Stany Zjednoczone) 18 lipca 2008 (Polska)        | Andrew Stanton               | Jim Reardon, Stanton                                                       | Pete Docter, Stanton                                                                                  | Jim Morris                                 | Thomas Newman                           |
| 10                  | Odlot                                                | 29 maja 2009 (Stany Zjednoczone) 16 października 2009 (Polska)    | Pete Docter                  | Docter, Bob Peterson                                                       | Docter, Tom McCarthy, Peterson                                                                        | Jonas Rivera                               | Michael Giacchino                       |
| 11                  | Toy Story 3                                          | 18 czerwca 2010 (Stany Zjednoczone) 18 czerwca 2010 (Polska)      | Lee Unkrich                  | Michael Arndt                                                              | John Lasseter, Andrew Stanton, Unkrich                                                                | Darla K. Anderson                          | Randy Newman                            |
| 12                  | Auta 2                                               | 24 czerwca 2011 (Stany Zjednoczone) 29 czerwca 2011 (Polska)      | John Lasseter                | Ben Queen                                                                  | Dan Fogelman, Lasseter, Brad Lewis                                                                    | Denise Ream                                | Michael Giacchino                       |
| 13                  | Merida waleczna                                      | 22 czerwca 2012 (Stany Zjednoczone) 17 sierpnia 2012 (Polska)     | Mark Andrews, Brenda Chapman | Andrews, Chapman, Irene Mecchi, Steve Purcell                              | Chapman                                                                                               | Katherine Sarafian                         | Patrick Doyle                           |
| 14                  | Uniwersytet potworny                                 | 21 czerwca 2013 (Stany Zjednoczone) 3 lipca 2013 (Polska)         | Dan Scanlon                  | Robert L. Baird, Dan Gerson, Scanlon                                       | Robert L. Baird, Dan Gerson, Scanlon                                                                  | Kori Rae                                   | Randy Newman                            |
| 15                  | W głowie się nie mieści                              | 19 czerwca 2015 (Stany Zjednoczone) 1 lipca 2015 (Polska)         | Pete Docter                  | Josh Cooley, Docter, Meg LeFauve                                           | Docter, Ronnie del Carmen                                                                             | Jonas Rivera                               | Michael Giacchino                       |
| 16                  | Dobry dinozaur                                       | 25 listopada 2015 (Stany Zjednoczone) 27 listopada 2015 (Polska)  | Peter Sohn                   | Meg LeFauve                                                                | Sohn, Erik Benson, LeFauve, Kelsey Mann, Bob Peterson                                                 | Denise Ream                                | Jeff Danna, Mychael Danna               |
| 17                  | Gdzie jest Dory?                                     | 17 czerwca 2016 (Stany Zjednoczone) 17 czerwca 2016 (Polska)      | Andrew Stanton               | Stanton, Victoria Strouse                                                  | Stanton                                                                                               | Lindsey Collins                            | Thomas Newman                           |
| 18                  | Auta 3                                               | 16 czerwca 2017 (Stany Zjednoczone) 16 czerwca 2017 (Polska)      | Brian Fee                    | Kiel Murray, Bob Peterson, Mike Rich                                       | Fee, Eyal Podell, Ben Queen, Jonathon E. Stewart                                                      | Kevin Reher                                | Randy Newman                            |
| 19                  | Coco                                                 | 22 listopada 2017 (Stany Zjednoczone) 24 listopada 2017 (Polska)  | Lee Unkrich                  | Matthew Aldrich, Adrian Molina                                             | Aldrich, Jason Katz, Molina, Unkrich                                                                  | Darla K. Anderson                          | Michael Giacchino                       |
| 20                  | Iniemamocni 2                                        | 15 czerwca 2018 (Stany Zjednoczone) 13 lipca 2018 (Polska)        | Brad Bird                    | Brad Bird                                                                  | Brad Bird                                                                                             | Nicole Paradis Grindle, John Walker        | Michael Giacchino                       |
| 21                  | Toy Story 4                                          | 21 czerwca 2019 (Stany Zjednoczone) 9 sierpnia 2019 (Polska)      | Josh Cooley                  | Stephany Folsom, Andrew Stanton                                            | Cooley, Folsom, Martin Hynes, Rashida Jones, Valerie LaPointe, John Lasseter, Will McCormack, Stanton | Mark Nielsen, Jonas Rivera                 | Randy Newman                            |
| 22                  | Naprzód                                              | 6 marca 2020 (Stany Zjednoczone) 6 marca 2020 (Polska)            | Dan Scanlon                  | Keith Bunin, Jason Headley, Scanlon                                        | Keith Bunin, Jason Headley, Scanlon                                                                   | Kori Rae                                   | Jeff Danna, Mychael Danna               |
| 23                  | Co w duszy gra                                       | 25 grudnia 2020 (Stany Zjednoczone) 5 marca 2021 (Polska)         | Pete Docter                  | Docter, Mike Jones, Kemp Powers                                            | Docter, Mike Jones, Kemp Powers                                                                       | Dana Murray                                | Jon Batiste, Trent Reznor, Atticus Ross |
| 24                  | Luca                                                 | 18 czerwca 2021 (Stany Zjednoczone) 18 czerwca 2021 (Polska)      | Enrico Casarosa              | Jesse Andrews, Mike Jones                                                  | Andrews, Casarosa, Simon Stephenson                                                                   | Andrea Warren                              | Dan Romer                               |
| 25                  | To nie wypanda                                       | 11 marca 2022 (Stany Zjednoczone) 11 marca 2022 (Polska)          | Domee Shi                    | Julia Cho, Shi                                                             | Cho, Shi, Sarah Streicher                                                                             | Lindsey Collins                            | Ludwig Göransson                        |
| 26                  | Buzz Astral                                          | 17 czerwca 2022 (Stany Zjednoczone) 17 czerwca 2022 (Polska)      | Angus MacLane                | Jason Headley, MacLane                                                     | MacLane, Headley, Matthew Aldrich                                                                     | Galyn Susman                               | Michael Giacchino                       |
| 27                  | Między nami żywiołami                                | 16 czerwca 2023 (Stany Zjednoczone) 14 lipca 2023 (Polska)        | Peter Sohn                   | John Hoberg, Brenda Hsueh, Kat Likkel                                      | Hoberg, Hsueh, Likkel, Sohn                                                                           | Denise Ream                                | Thomas Newman                           |
| 28                  | W głowie się nie mieści 2                            | 12 czerwca 2024 (Polska) 14 czerwca 2024 (Stany Zjednoczone)      | Kelsey Mann                  | Meg LeFauve                                                                | Dave Holstein i LeFauve                                                                               | Mark Nielsen                               | Andrea Datzman                          |
| 29                  | Elio                                                 | 13 czerwca 2025 (Stany Zjednoczone)                               | Adrian Molina                | Adrian Molina                                                              | BRAK DANYCH                                                                                           | Mary Alice Drumm                           | BRAK DANYCH                             |
| Przyszłe filmy      |                                                      |                                                                   |                              |                                                                            | |                                            |                                         |
| 30                  | Hoppers                                              | 6 marca 2026 (Stany Zjednoczone)                                  | Daniel Chong                 | Jesse Andrews i Chong                                                      | BRAK DANYCH                                                                                           | Nicole Paradis Grindle                     | BRAK DANYCH                             |
| 31                  | Toy Story 5                                          | 19 czerwca 2026 (Stany Zjednoczone)                               | BRAK DANYCH                  | BRAK DANYCH                                                                | BRAK DANYCH                                                                                           | BRAK DANYCH                                | BRAK DANYCH                             |
| 32                  | Gatto                                                | 18 czerwca 2027 (Stany Zjednoczone)                               | BRAK DANYCH                  | BRAK DANYCH                                                                | BRAK DANYCH                                                                                           | BRAK DANYCH                                | BRAK DANYCH                             |
| 33                  | Iniemamocni 3                                        | BRAK DANYCH                                                       | Brad Bird                    | BRAK DANYCH                                                                | BRAK DANYCH                                                                                           | BRAK DANYCH                                | BRAK DANYCH                             |
| 34                  | Coco 2                                               | 2029                                                              |                              |                                                                            | |                                            |                                         |
| 35                  | Ratatuj 2                                            | BRAK DANYCH                                                       |                              |                                                                            | |                                            |                                         |

### Przyszłe projekty
Aphton Corbin, Brian Fee, Kristen Lester i Rosana Sullivan pracują aktualnie nad swoimi niezatytułowanymi projektami oryginalnymi. W 2018 roku FC Barcelona skontaktowała się z Pixarem w celu stworzenia filmu.

### Cykl produkcyjny
W lipcu 2013 roku Prezes Pixara Edwin Catmull powiedział, że studio planuje realizację jednego projektu oryginalnego co roku oraz jednego sequela co dwa lata, jako część strategii firmy do realizowania 1,5 filmu rocznie. 3 lipca 2016 roku, Prezes Pixara Jim Morris ogłosił, że po Toy Story 4 studio nie ma w planach produkcji kolejnych sequeli i skupi się na realizacji wyłącznie oryginalnych pomysłów, z których pięć było już na różnym etapie prac (m.in. Co w duszy gra).